# Hanoniscus myrmecophilus
Hanoniscus myrmecophilus is een pissebed uit de familie Oniscidae. De wetenschappelijke naam van de soort is voor het eerst geldig gepubliceerd in 1913 door Baker.